# Bathyplectes glacialis
Bathyplectes glacialis är en stekelart som beskrevs av Jussila 2006. Bathyplectes glacialis ingår i släktet Bathyplectes och familjen brokparasitsteklar. Inga underarter finns listade.